# طرخان (مصر)
طرخان هي مقبرة مصرية قديمة تقع جنوب القاهرة غرب نهر النيل.يوجد فيها العديد من القبور التي تعود إلى فترة الأسر المصرية الأولى تم حفر المقبرة من قبل فلندرز بيتري تعود القبور الموجودة في المقبرة لمختلف الفترات التاريخية المصرية، لكن أهمها هي تلك التي تعود للفترة التأسيسية من تاريخ مصر في مرحلة السلالات الباكرة حوالي 3100 قبل الميلاد.

## أهم الاكتشافات
- القبر رقم 1060 أكبر القبور الموجودة في المقبرة.
- ثوب طرخان يعد ثوب طرخان من أقدم الفساتين الموجودة في العالم حيث يعود تاريخه إلى 5 آلاف عام موجود حاليا في أحد متاحف إنجلترا.[2]